# Západomoravské elektrárny
Západomoravské elektrárny (zkratka ZME) byla československá akciová společnost a později národní podnik vyvíjející činnost v oblasti energetiky. Své sídlo měla v Brně. Její činností byla v letech mezi oběma světovými válkami elektrifikována velká část západní Moravy. Jejím pokračovatelem byla mj. Jihomoravská energetika a od roku 2005 též společnosti E.ON.

## Historie
Počátky společnosti jsou spjaty s elektrizační soustavou oslavanské elektrárny. Ta byla uvedena do provozu v 1. dubna 1913. Soustavu provozovala rakouská akciová společnost OELAG. Smlouvy s Rosickou báňskou společností a s městem Brnem zajišťovaly dodávky elektrické energie Brnu. Po první světové válce, hned koncem roku 1918 koupil oslavanskou elektrárnu a její soustavu moravský zemský výbor a přeměnil ji v akciovou společnost. Roku 1921 vznikly Západomoravské elektrárny, akciová společnost, mající status všeužitečného podniku podle zákona č. 438/1919 Sb. z. a n., o státní podpoře při zahájení soustavné elektrisace.
Akciová společnost ZME byla k 1. lednu 1946 přeměněna na národní podnik Západomoravské elektrárny a procesem znárodnění byl majetek svěřený tomuto podniku do správy dále rozšířen. V roce 1950 byly ZME rozděleny na gottwaldovské a brněnské rozvodné závody. Ty byly po jedenácti letech roku 1961 opět spojeny v Jihomoravské energetické závody, národní podnik. Od roku 1977, kdy vznikly České energetické závody, staly se Jihomoravské energetické závody jejich koncernovým podnikem. Roku 1990 získaly Jihomoravské energetické závody opět právní subjektivitu v podobě státního podniku a vstoupily do privatizace. V roce 1994 tak vznikla akciová společnost Jihomoravská energetika. Společnost Jihomoravská energetika pak zanikla 17. srpna 2005 svým rozdělením a sloučením jejích jednotlivých částí s nástupnickými společnostmi E.ON Energie, a.s., E.ON Distribuce, a.s. a E.ON Česká republika, a.s.